# Stadion Samiego Ofera
Stadion Samiego Ofera (hebr. אצטדיון סמי עופר), również znany jako Stadion Miejski Hajfa (ang. Haifa Municipal Stadium, heb. האצטדיון העירוני חיפה) lub Stadion Awiego Rana – stadion w Hajfie. Budowa zakończyła się w 2012 roku. Stadion jest wykorzystywany głównie w celu goszczenia meczów domowych piłkarskiej drużyny Maccabi Hajfa oraz Hapoel Hajfa, lecz jest również jednym z narodowych stadionów Izraela.
Stadion zastąpił poprzedni stadion Maccabi – Stadion Kirjat Eli’ezer, który został zamknięty w 2014 i zburzony w 2015. Nosi imię izraelskiego miliardera Samiego Ofera, który przekazał 64 922 000 szekli na budowę stadionu. Udział Ofera wyniósł 19% całkowitych kosztów stadionu.

## Historia
16 września 2008 roku Komitet Budowlany Hajfy zatwierdził plany stadionu, które upublicznipne zostały w sierpniu 2009. We wrześniu 2009 roku ogłoszono, że prace nad budową fundamentów stadionu rozpoczną się pod koniec września 2009 roku.
Pierwszy oficjalny mecz w historii stadionu został rozegrany 27 sierpnia 2014 roku. Hapoel Hajfa gościł Hapoel Acre i wygrał 2-0. Pierwszą historyczną bramkę na nowym stadionie strzelił napastnik Hapoel Hajfa, Tosaint Ricketts. Pierwszy mecz ligowy rozegrano 15 września 2014 roku. Maccabi Hajfa gościło Bnei Sakhnin FC, którego pokonali wynikiem 4-2. Historyczny pierwszy gol zawodnika Maccabi Hajfa strzelił pomocnik reprezentacji Izraela Hen Ezra. W stadionie znandowało się ponad 31 000 kibiców. Pierwszy mecz Ligi Mistrzów UEFA został rozegrany 30 września 2015 – Maccabi Tel Awiw przeciwko Dynamo Kijów. Dynamo wygrało 2:0.
Pierwszy mecz reprezentacji Izraela w piłce nożnej został rozegrany 16 listopada 2014. Izrael gościł reprezentację Bośni i Hercegowiny w meczu eliminacyjnym UEFA Euro 2016 i wygrał 3-0. Bilety na mecz zostały wyprzedane. Pierwszym koncertem na stadionie był koncert Omera Adama, który odbył się 24 maja 2018 roku.